# Acacia podalyriaefolia
Acacia podalyriifolia é uma espécie de leguminosa do gênero Acacia, pertencente à família Fabaceae.

## Sinónimos
- Acacia fraseri Hook.
- Acacia podalyriaefolia A. Cunn.
- Acacia podalyriaefolia A. Cunn. var. viridis Guilf.
- Acacia podalyriifolia Loudon
- Acacia podalyriifolia G. Don var. typica Domin
- Acacia podalyriifolia G. Don var. viridis Guilf.
- Racosperma podalyriifolia (G. Don) Pedley
- Racosperma podalyriifolium (G. Don) Pedley

## Galeria

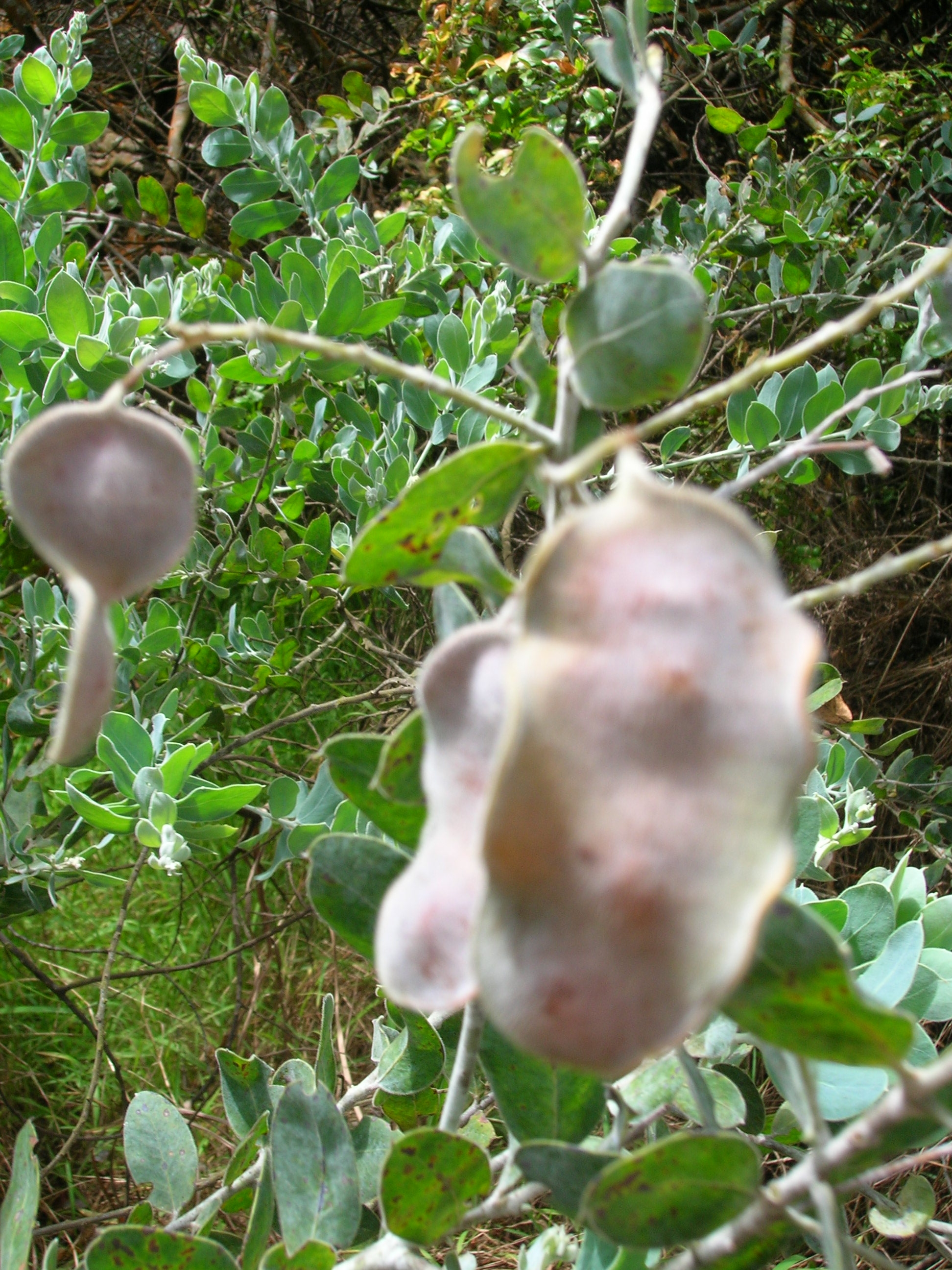
Frutos
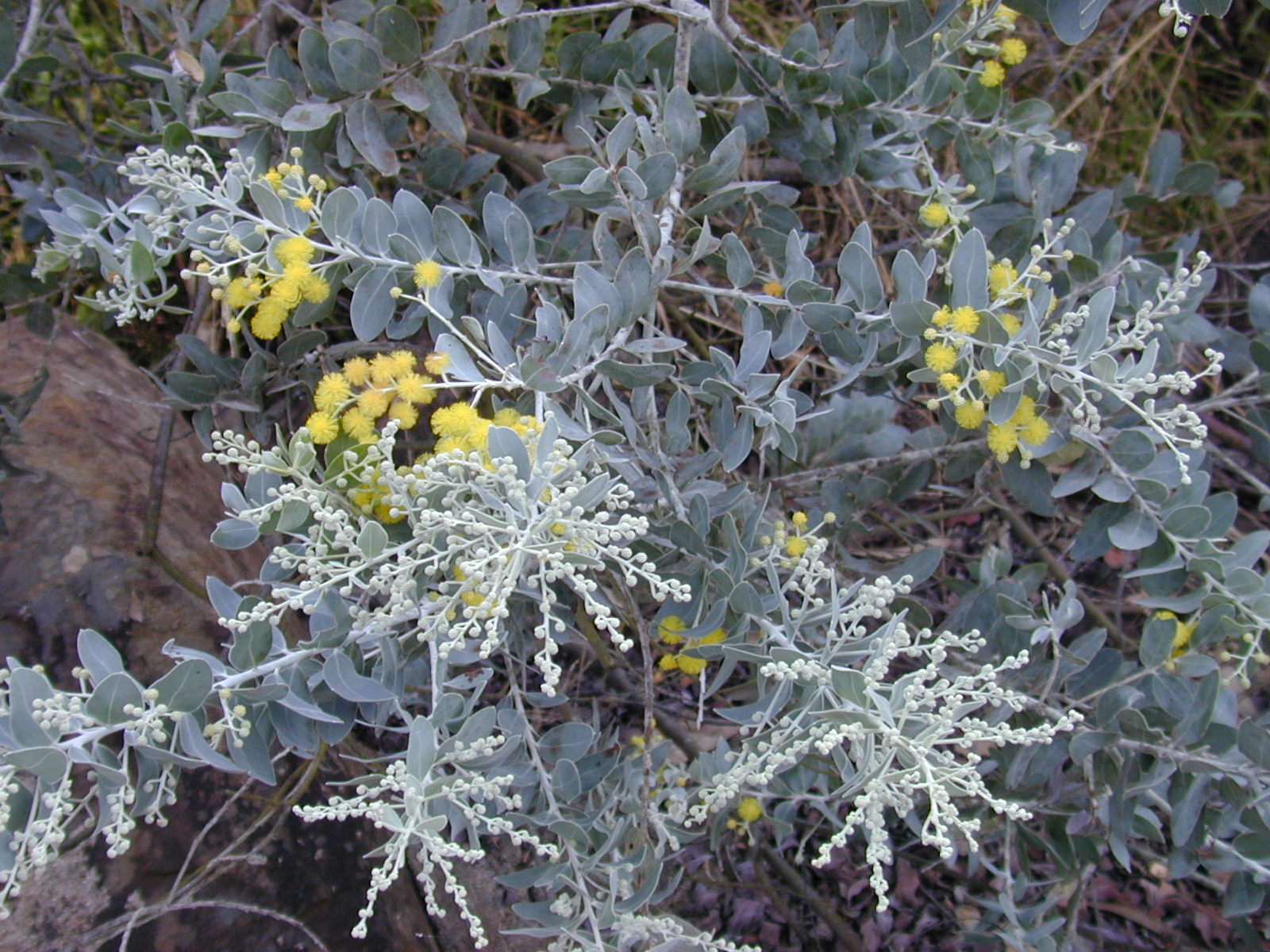
Folhas
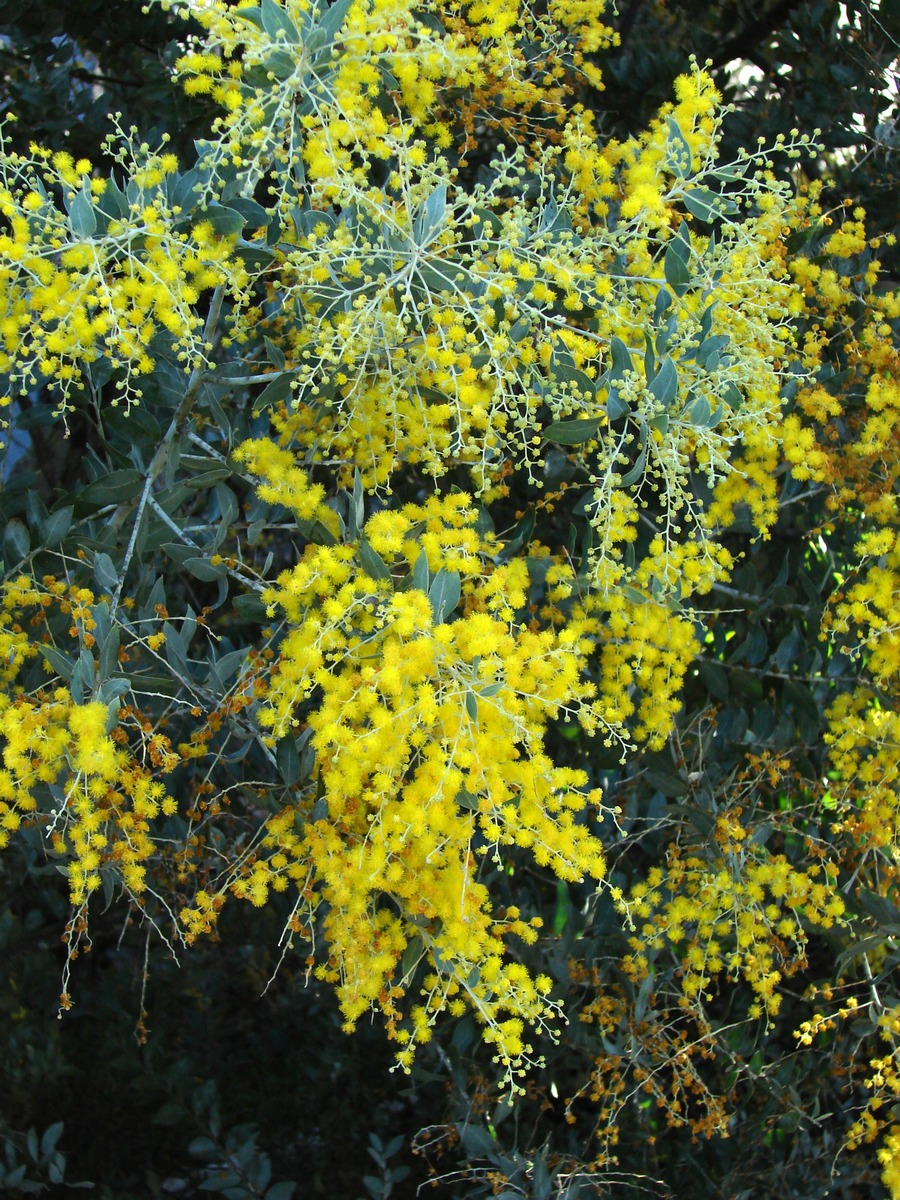
Acacia podalyriifolia